# Месаблішвілі Резо Нугзарович
Резо́ Нугза́рович Месаблішві́лі (* 1996) — український дзюдоїст і самбіст; майстер спорту України.

## З життєпису
Народився 1996 року. Вихованець ДЮСШ «Юний спартаківець» — тренери Віталій Дуброва і Нугзар Месаблішвілі. Майстер спорту України з дзюдо, чотириразовий чемпіон України з дзюдо і самбо, боротьби «Кураш».
Кубок Європи-2015 з дзюдо серед юніорів та юніорок до 21 року — золота нагорода.
2016 року завоював чемпіонство України у ваговій категорії до 81 кг. Студент Університету державної фіскальної служби України. Військовослужбовець Управління державної охорони України. 21-22 серпня 2016-го в місті Плоєшті (Румунія) на етапі Кубка Європи з дзюдо серед юніорів та юніорок до 21 року виборов третє місце у ваговій категорії до 81 кг.